# الغواصة الألمانية يو-2340
الغواصة الألمانية يو-2340 من الفئة الثالث والعشرون من ألمانيا النازية لبحريتها كريغسمرين خلال الحرب العالمية الثانية. تم طلبها في 20 سبتمبر 1943، وتم وضعها في 18 أغسطس 1944 من شركة دويتشه ويرفت، بهامبورغ، في الساحة رقم 494. تم إطلاقها في 28 سبتمبر 1944 وتكليفها في 16 أكتوبر 1944. 

## سجل الخدمة
في 30 مارس 1945، غرقت من القنابل البريطانية في هامبورغ. في وقت لاحق تم رفع الحطام وتفكيكه. 

## روابط خارجية
- Helgason، Guðmundur. "U-2340". Uboat.net. مؤرشف من الأصل في 2016-11-17. اطلع عليه بتاريخ 2016-04-28.